# Fort Lupton
Fort Lupton é uma cidade localizada no estado americano de Colorado, no Condado de Weld.

## Demografia
Segundo o censo americano de 2000, a sua população era de 6787 habitantes.
Em 2006, foi estimada uma população de 7424, um aumento de 637 (9.4%).

## Geografia
De acordo com o United States Census Bureau tem uma área de
10,4 km², dos quais 10,3 km² cobertos por terra e 0,1 km² cobertos por água. Fort Lupton localiza-se a aproximadamente 1525 m acima do nível do mar.

## Localidades na vizinhança
O diagrama seguinte representa as localidades num raio de 16 km ao redor de Fort Lupton.